# Новозеландски морски лав
Новозеландски морски лав (Phocarctos hookeri), такође познат као Хукеров морски лав и whakahao на маорском језику, врста је морског лава који се првенствено размножава на субантарктичким острвима Окланд и Кемпбел Новог Зеланда, а донекле и око обале Јужног острва и острва Стјуарт. Новозеландски морски лав броји око 10.000 јединки и можда је најређа врста морског лава на свету. Они су једина врста рода Phocarctos.

## Физиологија и понашање
Новозеландски морски лавови су једна од највећих новозеландских животиња. Као и сви отариди, и они показују сексуални диморфизам: одрасли мужјаци дугачки су 240–350 цм и теже 320–450 кг, док су одрасле женке дуге 180–200 цм и теже 90–165 кг. При рођењу, младунче је дугачко 70–100 цм и тежи 7–8 кг; натално крзно је густо, тамносмеђе длаке која постаје тамносива са крем мрљама на врху главе, носа, репа и у дну пераја. Крзно одрасле жене варира од тамне до кремасто сиве боје, с тамнијом пигментацијом око њушке и пераја. Одрасли мужјаци су црно-смеђе боје, с добро развијеном црном гривом грубе длаке која сеже до рамена. Новозеландски морски лавови су снажно филопатрични (везани за своју територију).

## Дистрибуција
Главне популације су на острвима Окланд и Кембел у новозеландском Субантарктику, где се рађа отприлике 99% годишњег прираштаја ове врсте. На острвима Окланд тренутно постоје три функционалне расплодне колоније. Већина морских лавова рођа се на острву Дундас. Мања колонија постоји у заливу Санди на острву Ендерби, а најмања колонија на Острву Осмице (Figure of Eight Island). Чини се да је још мања колонија на Југоисточном рту на Острву Окланд напуштена.
Друго велико подручје размножавања су острва Кембел. Морски лавови су се први пут после 150 година поново размножавали на обали Јужног острва 1994. године, на полуострву Отаго. Друге мале популација морских лавова недавно су почеле да се формирају у разним деловима обале острва Стјуарт и примећена је на обали Катлинса, јужно од реке Клута.
Недавне ДНК информације говоре да је новозеландски морски лав лоза која је претходно била ограничена на субантарктичке регије. Негде између 1300. и 1500. године први су маорски досељеници истребили генетски различиту континенталну линију , а субантарктичка лоза је постепено попунила еколошку нишу. Из сачуваних остатака и древне ДНК-а је закључено да је трећа лоза изумрла на острвима Чатам због лова народа Мориори.

## Исхрана и грабљивци
Новозеландски морски лавови познати су по томе што лове широк спектар врста, укључујући рибе попут антарктичке коњске рибе (Zanclorhynchus spinifer) и патагонске зубате рибе (Dissostichus eleginoides), главоножце (нпр. Новозеландске летеће лигње (Nototodarus sloanii) и жуте хоботнице (Enteroctopus zealandicus)), ракове, морске птице и друге морске сисаре, па чак и новозеландске фоке крзнашице. Студије показују снажан утицај локације на исхрану, са готово никаквим преклапањем плена између морских лавова на полуострву Отаго и оних на острву Кембел, на северном и јужном крају узгојног подручја. Новозеландски морски лавови су заузврат плен великим белим ајкулама, при чему 27% има ожиљке од напада морских паса у опортунистичком истраживању одраслих новозеландских морских лавова у Санди Беју, острво Ендерби.

## Статус
Новозеландски морски лавови сматрају се најугроженијим морским лавом на свету. Статус врсте у великој мери зависи од главне плодне популације на Окландским острвима, која се смањила за ~ 50% у периоду од 2000. до 2015. године. [15] Број штенаца морских лавова рођених 2013. године на  Окландским Острвима показао је да се број штенаца рођених на острвима повећао на 1931, према 1684 из 2012. (такође се убрајају и мртви младунци, пошто се годишње бројање штенаца користи за процену броја плодних женки, али не и будућих рођења када младунци сазре). Број из 2013. био је највиши у пет година. Популација острва Кембел  „чини се да се споро повећава“, а рођења овде чине око 30% прираштаја за целу врсту. Популација морских лавова острва Отаго и Стјуарт тренутно је мала, иако се повећава. Процене популације за читаву врсту смањиле су се са ~ 15.000 средином 1990-их на 9.000 у 2008. години (на основу броја рођених штенаца).
У 2010. години, Одељење за заштиту (енгл. Department of Conservation) - одговорно за очување морских сисара - променило је статус новозеландског морског лава са национално угроженог на национално критично. Министарство заштите природе процењује да би морски лавови Окландских острва, готово 80% укупног броја, могли функционално изумрети до 2035. године. Међутим, новозеландско Министарство за примарну индустрију сматра да је истраживање на коме се темељи ово предвиђање нискоквалитетно и „не би требало користити у одлукама менаџмента“. Током 2015. године Међународна унија за заштиту природе (енгл. International Union for Conservation of Nature) променила је класификацију ове врсте у "угрожене", засновану на ниској укупној величини популације, малом броју плодних популација и пројектованом тренду плодне популације на Окландским острвима.

## Претње

### Лов за јело и комерцијални лов на туљане
Лов за јело и комерцијални лов на морске лавове увелико су смањили подручје узгоја и бројност новозеландских морских лавова између 13. и 19. века. 1893. године на Новом Зеланду је законом забрањено ловљење новозеландских морских лавова и новозеландских фока крзнашица.

### Улов при комерцијалном рибарењу
Током деведесетих година прошлог века, како се повећао лов на лигње око Окландских острва, нешто морских лавова је уловљено узгредно и утопљено у мрежама за хватање лигњи. Влада користи систем моделирања да би поставила границу смртности везану за риболов (енгл. fishing-related mortality limit) сваке године. Ако се предвиђа да ће граница бити прекорачена, министар Примарне Индустрије може затворити риболов. Последњи пут је премашен ФРМЛ 2000. године, иако је у 1990-има дошло до бројних затварања. Процењена количина (за разлику од пријављених) у сезони 2014. године износила је 11,58% ФРМЛ-а. Удео пловила за лов на лигње на  острву Окланд са владиним посматрачима се повећавао током година, пружајући независне извештаје о улову на основу посматрања, а не процена компјутерског модела. Током сезоне 2014, посматрачка покривеност је била 84% бродова. Крајем фебруара 2013. догодили су се први посматрани смртни случајеви морских лавова у флоти за лов на лигње острва Окланд у три године. Млади морски лавови склизнули су кроз решетку на отвору мреже у њен део за бакалар. Отвор са решетком од 23 цм дизајниран је да не пропусти одрасле морске лавове и још увек омогућава лигњама да прођу у мрежу. У 2013. години једна одрасла женка уловљена је узгредно. У закљученој сезони 2014. године наводно су у морском риболову уловљена два морска лава.
У августу 2013. сезонска флота за ловљење бакалара уловила је 21 мушког морског лава у риболовним теренима удаљеним више од 100 км од Острва Кембел. Четворица су пуштена жива. Владини посматрачи нису пријавили ниједан улов годину дана раније. Влада је одговорила на хватање тако што је затражила да пловила покушају са уређајима за искључење морских лавова (енгл. sea lion exclusion devices) да смање тај прилов.

#### Уређаји за искључење морског лава (СЛЕД)
У 2001. години уређај за искључење морског лава (СЛЕД) уведен је у лов на лигње на острву Окланд ради смањења улова морског лава. Заговорници заштите су подржали употребу СЛЕД-а за заштиту других морских животиња или морских паса. Од 2007. године, сва рибарска пловила на Окландским острвима опремљена су СЛЕД-ом. Неки научници још увек не верују да морски лавови преживе интеракције са СЛЕД-ом, иако Министарство за примарну индустрију (МПИ) верује да је директан утицај смртности повезане са риболовом на популацију морских лавова минималан. МПИ је закључило да морски лав има 85% шансе да побегне СЛЕД-у и 97% вероватноће да ће преживети бег из СЛЕД, иако каже да је та процјена можда "благо песимистична".

### Недостатак хране
Доступност хране је добро познат, главни узрок промене популације код перајара. Популација Окландских острва показала је бројне показатеље недостатка хране током недавног пада броја трудница, укључујући: лоше стање мајке, одложено сазревање, године са врло ниском стопом рађања, слабо преживљавање рођених младунаца и дугорочне промене у саставу исхране. Гладовање је привремено идентификовано као узрок смрти за 62% штенаца аутопсираних на острву Кембел у 2015. години, када се процењује да је 58% свих рођених штенаца угинуло у првом месецу живота.

### Болести
Иако је прираштај морских лавова на острву Окланд веома променљив, тренд пада за неколико година уследио је након избијања уведене бактеријске болести изазване врстом Campylobacter 1998. године која је убила око 53% новорођених младунаца и 20% одраслих женки. 2002. године, друга вероватно уведена бактеријска болест изазвана бактеријом Klebsiella pneumoniae усмртила је 32% младунаца, а 2003. године још 21% младунаца. Од 2002. године бактерија K. pneumoniae узроковала је значајну смртност штенаца морског лава на острву Ендерби. Инфицирани младунци имају менингитис, као и сепсу. 12. марта 2014, министар за заштиту природе Ник Смит је изјавио да постоји „прекомерна усредсређеност на случајни риболовни излов“, а 300 штенаца је овог лета умрло од још неидентификоване болести.

### Претње на копну
Процењује се да ће копнена популација до 2044. достићи 1000 јединки, што је довело до питања „заштићених подручја у мору, локалних риболовних квота и контроле популације“.